# Сипахи
Сипахи (спахи, от перс. sepāh‎ — «войско, солдат», в советской литературе также спаги) — разновидность турецкой тяжёлой кавалерии вооружённых сил Османской империи.
Наряду с янычарами вплоть до середины XVIII века были основным формированием, используемым в Османской империи. Термин сипаҳ для обозначения войска встречается у тимуридского поэта Алишера Навои в XV веке.

## Вооружение

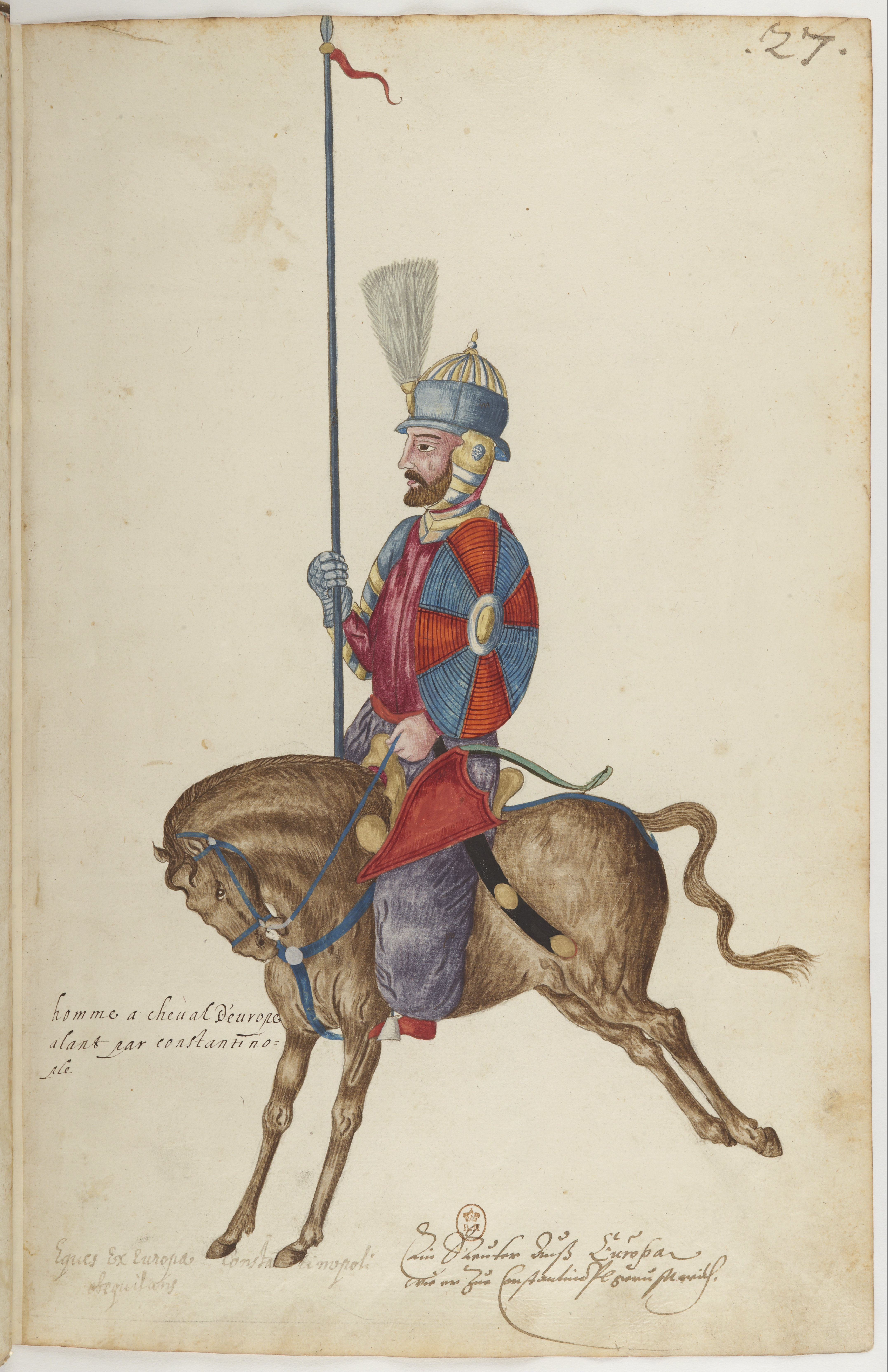
Сипах со щитом-калканом, 1573 г. Акварель из альбома, хранящегося в Национальной библиотеке Франции

Поначалу сипахи были тяжеловооружёнными всадниками на бронированных конях, вооружённые ударным оружием (как правило, булавами). Начиная с XV века османы использовали порох и огнестрельное оружие в конных войсках. Качество вооружения воина-сипаха зависело от размера и богатства его имения-тимара. Основным типом защитного вооружения сипахов были кольчато-пластинчатые доспехи. Воины носили тюрбанные шлемы с бармицами и защитой лица. Сипахи носили и иные типы шлемов, например, шишаки. С XVI века в качестве защитного вооружения получили распространения карацены. Наручи представляли дополнительную защиту. В бою сипахи использовали щиты-калканы.

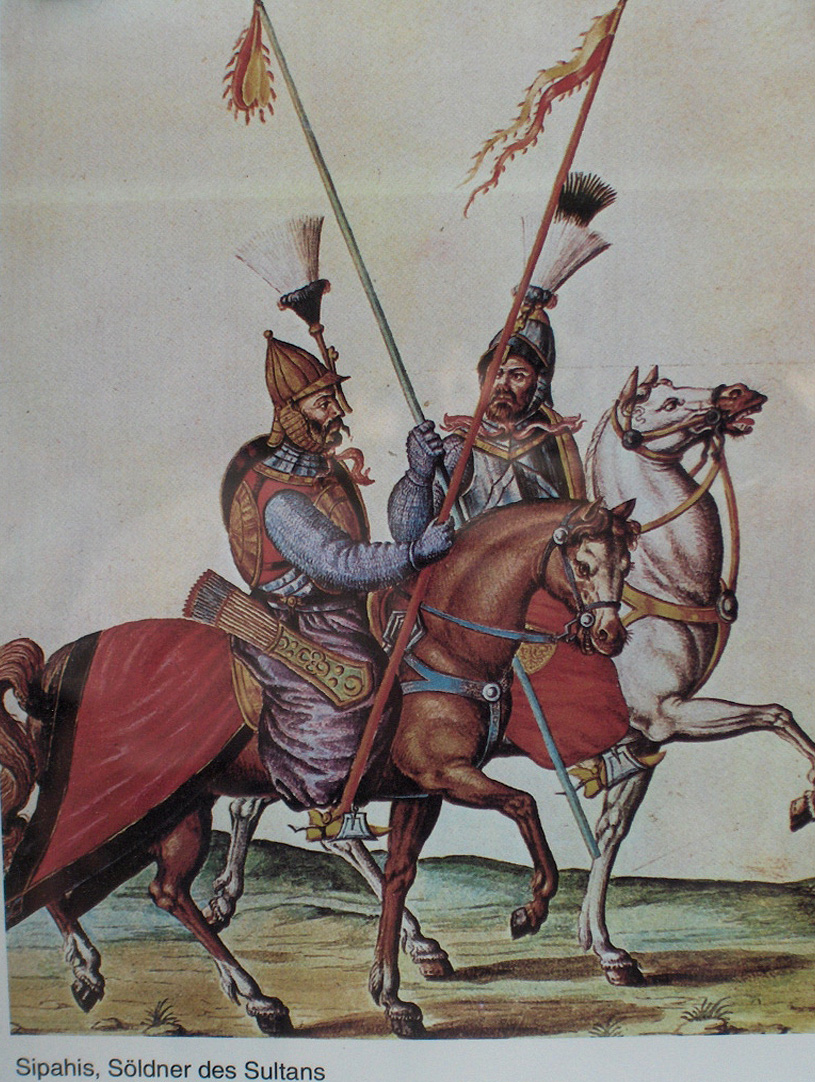
Сипахи в битве при Вене, 1683 г.

В XVII веке сипахи сменили своё архаичное оружие на сабли и пистолеты. По версии российского исторического журнала «Воин», в XVII веке вооружение сипахов продолжало оставаться архаическим, и состояло из сабли, лука и копья; щита, шлема и кольчуги или панциря. Правительство не делало попыток централизованно дополнять вооружение конницы огнестрельным оружием, а для самих сипахов оно часто оказывалось слишком дорогим.

## Организация

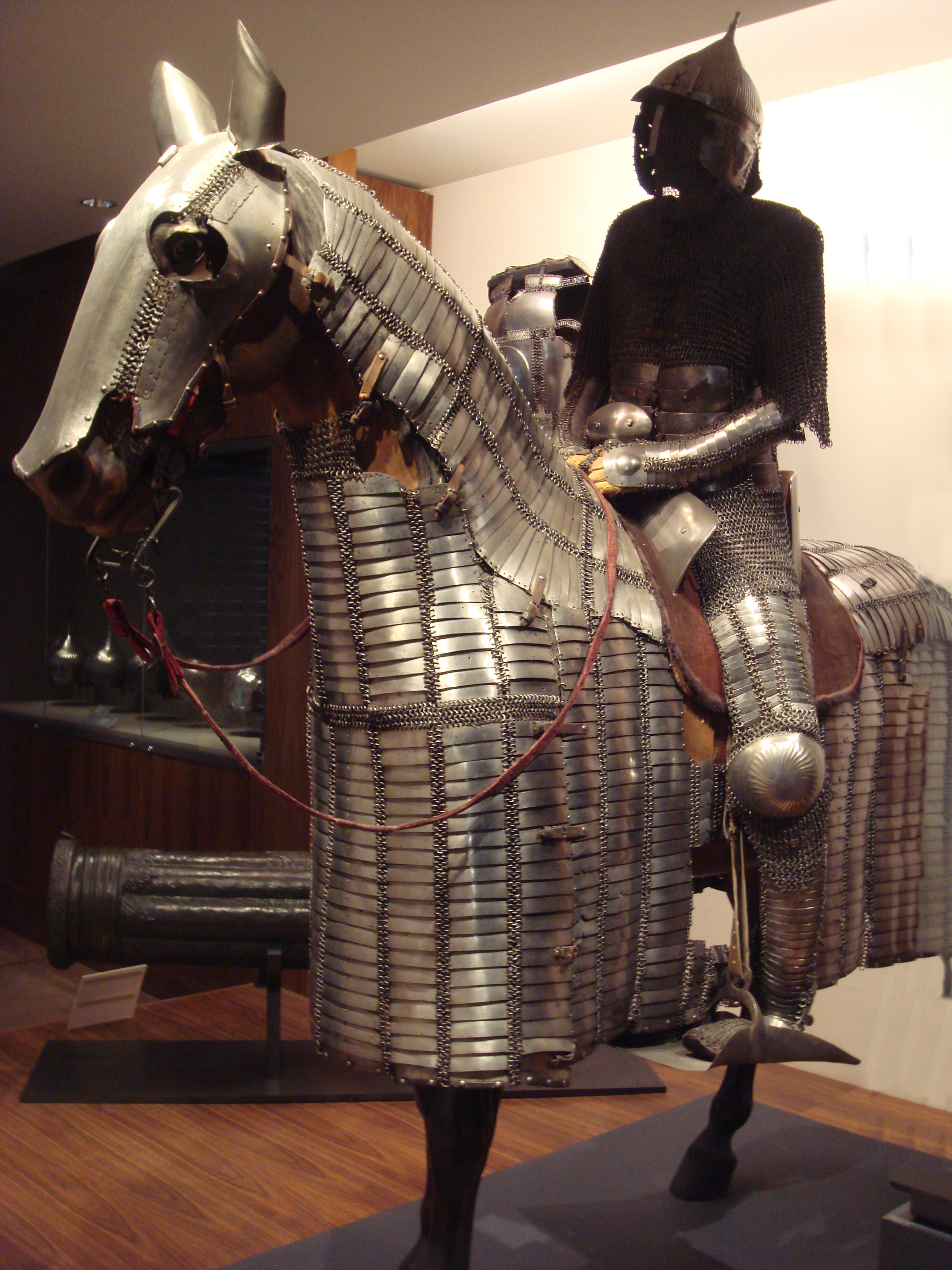
Тяжёлый кавалерийский доспех.

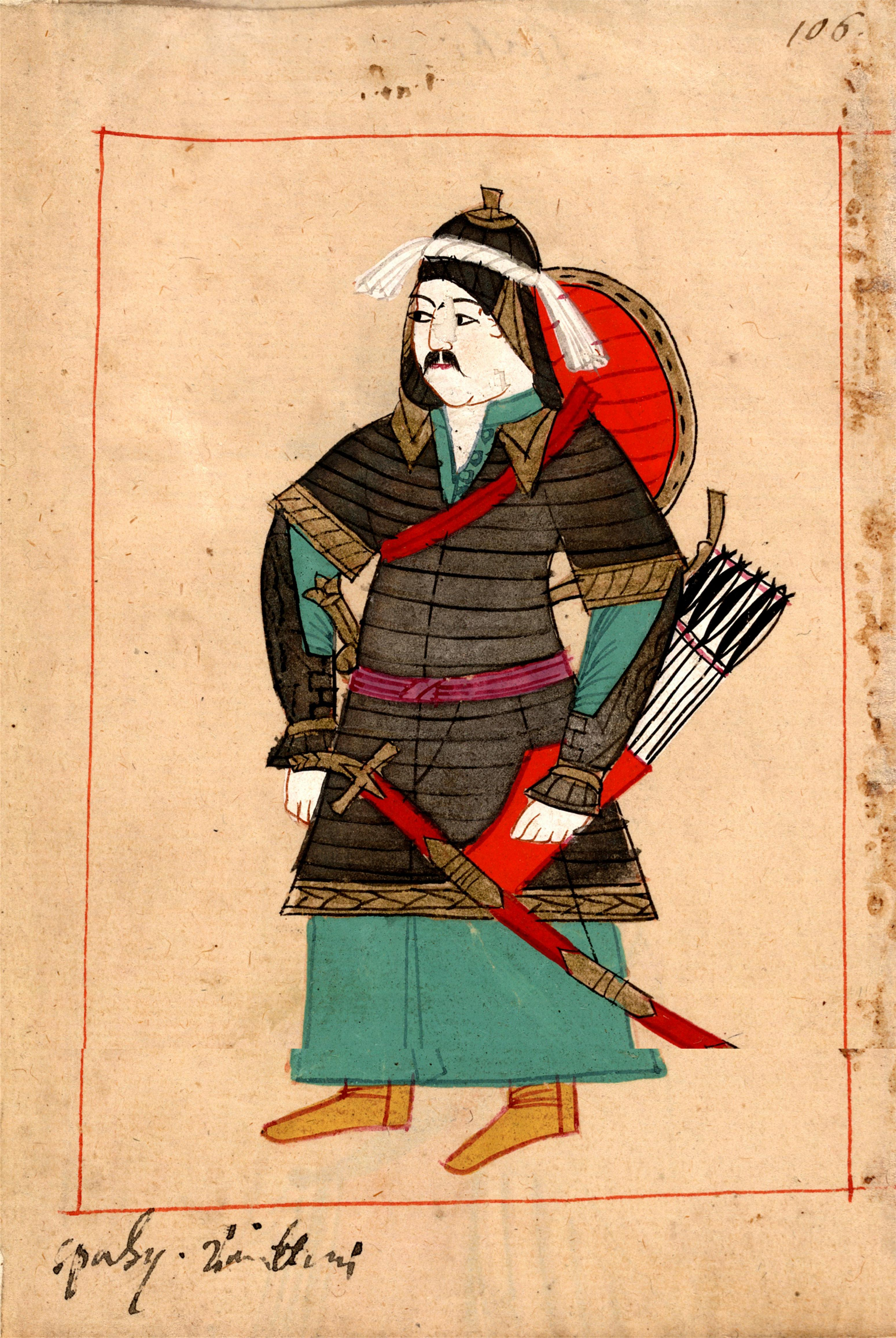
Сипах XVII века.

Во время мобилизации каждый десятый сипах оставался дома для поддержания внутреннего порядка в империи. Остальные распределялись по полкам-алаям под командованием командиров-черибашей (ceribasi), субашей (subasi) и офицеров-алайбеев (alay bey).
Сипахи были своего рода дворянами Османской империи. Они получали доход с земельного участка с крестьянами, торговых рядов, мельниц или ещё какого-либо предприятия — тимара (иногда применяется специальный термин спахилык), на который должны были вооружиться и нанять небольшой отряд оруженосцев. Тимары времён расцвета Османской империи не были наследственными владениями воинов, а лишь условными доходными держаниями, находившимися в распоряжении держателя (тимарлы или тимариота) лишь до тех пор, пока тот пребывал на государевой службе. Соответственно, большинство сипахов в мирное время проживало в деревнях, обрабатывая свои собственные участки земли и оплачивая труд лично свободных крестьян или иных работников на землях или предприятиях тимара. Таким образом, власть сипахи (как и любого тимариота) над крестьянами, проживавшими в границах его держания, была ограниченной. Денежного содержания за свою службу сипахи, как правило, не получали.
С объявлением войны сипахи должны были немедленно выступать на сборный пункт, подобно дворянской поместной коннице на Руси, «конно, людно и оружно». В случае уклонения сипахи от участия в военных действиях доходное предприятие переходило в казну. После смерти сипахи доход мог оставаться за его семьёй, только если сын или другой ближайший родственник продолжал его дело.

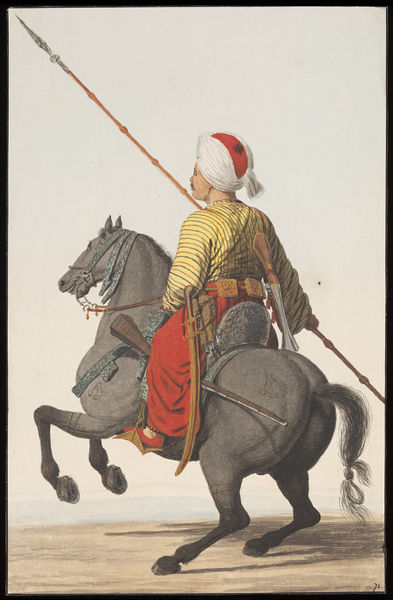
Сипах. Рис. неизвестного греческого художника. 1809 г.

С 1533 года вдоль венгерской границы была учреждена новая система тимаров. В отличие от прежней, теперь сипахи вместо проживания в имениях обязаны были нести постоянную службу в пограничных стратегически важных городах совместно с воинами местных гарнизонов.
С уменьшением доходности земельных участков в связи с революцией цен в Европе в XVI века, прекращением активной завоевательной политики империи и коррупцией сипахи стали в массовом порядке уклоняться от службы. Также участились попытки перевода тимаров в частную или религиозную собственность.
Конная часть капыкулу включала в себя 6 корпусов:
- силяхдары
- сипахи
- улюфеджиян-и йемин — носили красно-белые знамёна.
- улюфеджиян-и йесар — носили жёлто-белые знамёна.
- гариба-и йемин — носили зелёные знамёна.
- гариба-и йесар — носили белые знамёна.

В XV—XVI веках численность конницы сипахов насчитывала около 40 000 воинов. Более половины из них были выходцами из европейских провинций империи (Румелии). Если при Сулеймане Великолепном численность сипахов превышала 200 тысяч человек, то на рубеже XVII—XVIII веков по оценкам Марсильи составила чуть больше 15 тысяч человек. С конца XVII века по конец XVIII века за 100 лет численность сипахов уменьшилась в 10 раз: на войну с Россией в 1787 году с трудом удалось собрать 2 тысячи всадников.
Иррегулярная кавалерия сипахов была упразднена в ходе военной реформы Махмуда II в 1834 году, а в середине 1840-х годов бывшие сипахи были включены в модернизированную регулярную кавалерию. Заодно в 1831—1839 годах была ликвидирована военно-ленная система тимаров и зеаметов с передачей всех земель государству и выплат денег бывшим ленникам напрямую из бюджета. Султан Абдул-Меджид I указом от 19 января 1841 годы отправил в отставку всех оставшихся тимариотов-сипаев с пожизненным сохранением права на тимары.

## Любопытные факты
- От того же персидского слова «sepāh» происходит Spahi (спаги) — название частей колониальной лёгкой кавалерии во французских и итальянских войсках, а также Sepoy (сипаи) — британские колониальные войска в Индии, укомплектованные туземцами.